# Кутайба ібн Туксбада
Кутайба ібн Туксбада (д/н — 753) — володар Бухарської держави в 738/739—753 роках.

## Життєпис
Син бухархудата Туксбади I. Припускають, що звався спочатку Арсланом. Ймовірно у 712/713 роках після поразки батька від арабів навернувся до ісламу. Після сходження на трон його брата Туксбади II і послаблення арабів повернувся до зороастризму. Ймовірно 726 року очолював посольство до імперії Тан.
733 року після нової поразки бухарського володаря від арабів повернувся до ісламу. 738/739 року після смерті брата спадкував владу. У 744 році підтримав антиомейядські повстання, розраховуючи здобути самостійність. Згодом здолав худата (правителя) міста Вардан. 
750 року допомагав Зіяду ібн Саліху приборкувати повстання в Согді на чолі зі Шаріком ібн Шейхом. У 753 році Кутайба повернувся до зороастризму, піднявши повстання проти Аббасидського халіфату. Втім зазнав поразки від хорасанського валі Абу Мусліма, який наказав стратити Кутайбу, його синів та почт. Втім на трон Бухари було поставлено родича Кутайби, відомого як Туксбада III (точне ім'я невідоме).